# Juan Pablo Ramón Gómez Castillo
Juan Pablo Ramón Gómez Castillo (Guadalajara, Jalisco, 26 de abril de 2001) es un futbolista mexicano  que se desempeña en la demarcación de portero en el Club Puebla de la Primera División de México.

## Trayectoria
Surgido en las fuerzas básicas del Deportivo Toluca Fútbol Club, paso por la sub-15, sub-17 y sub-20.
Para el apertura 2020 paso al Club Puebla, donde estuvo en la categoría sub-20.
Para el torneo apertura 2022 paso al Tlaxcala Fútbol Club de la liga de expansión mx, donde debutó el 17 de agosto de 2022 ante el Celaya Fútbol Club.
Para el torneo Clausura 2023 regresa al Club Puebla.

## Clubes
| Club                         | País   | Año             |
| ---------------------------- | ------ | --------------- |
| Deportivo Toluca Fútbol Club | México | 2019 - 2019     |
| Club Puebla                  | México | 2019 - 2022     |
| Tlaxcala Fútbol Club         | México | 2022 - 2022     |
| Club Puebla                  | México | 2022 - presente |